# Carnesville
Carnesville é uma cidade localizada no estado americano de Geórgia, no Condado de Franklin.

## Demografia
Segundo o censo americano de 2000, a sua população era de 541 habitantes.
Em 2006, foi estimada uma população de 651, um aumento de 110 (20.3%).

## Geografia
De acordo com o United States Census Bureau tem uma área de
6,3 km², dos quais 6,3 km² cobertos por terra e 0,0 km² cobertos por água. Carnesville localiza-se a aproximadamente 201 m acima do nível do mar.

## Localidades na vizinhança
O diagrama seguinte representa as localidades num raio de 16 km ao redor de Carnesville.